# Clastobryum glabrescens
Clastobryum glabrescens là một loài Rêu trong họ Sematophyllaceae. Loài này được (Z. Iwats.) B.C. Tan, Z. Iwats. & D.H. Norris mô tả khoa học đầu tiên năm 1992.